# لارا فلین بویل
لارا فلین بویل (انگلیسی: Lara Flynn Boyle؛ زادهٔ ۲۴ مارس ۱۹۷۰) هنرپیشه اهل ایالات متحده آمریکا است. او بیشتر برای بازی در نقش دونا هیوارد در مجموعه تلویزیونی کالت توئین پیکس (۱۹۹۰–۱۹۹۱) شناخته شده‌است. بویل پس از ایفای نقش استیسی در کمدی جهان وین (۱۹۹۲) به کارگردانی پنلوپه اسفیریس، در فیلم نئو-نوآر غرب رد راک (۱۹۹۳) از جان دال مورد تحسین منتقدان قرار گرفت و پس از آن در فیلم‌های جامعه کافه (۱۹۹۴)، آمیزش جنسی سه‌نفره (۱۹۹۴) و شادی (۱۹۹۸) نقش اصلی را ایفا کرد. بویل از سال ۱۹۹۷ تا ۲۰۰۳ نقش دستیار دادستان منطقه هلن گمبل را در مجموعه تلویزیونی تمرین از ای‌بی‌سی ایفا کرد که برای آن نامزد دریافت جایزه امی برای بهترین بازیگر نقش مکمل زن شد.

## اوایل زندگی
بویل در داونپورت، آیووا، دختر سَلی فلین، یک کارگر اداری و مایکل ال. بویل، یک مدیر به دنیا آمد. پدربزرگ پدری او چارلز بویل نماینده ایالات متحده بود. او تبار ایرلندی، آلمانی و ایتالیایی دارد. نام او از شخصیتی در رمان دکتر ژیواگو اثر بوریس پاسترناک گرفته شده‌است. پدرش در شش سالگی او را ترک کرد و باعث شد او و مادرش به محله‌های کوچک‌تری نقل مکان کنند. در همین زمان تشخیص داده شد که او مبتلا به دیسلکسیا است. او در شیکاگو، ایلینویز و ویسکانسین بزرگ شد و از آکادمی هنرهای شیکاگو فارغ‌التحصیل شد.

## زندگی حرفه‌ای

### ۱۹۸۶–۱۹۹۱: آغازهای شغلی و توئین پیکس

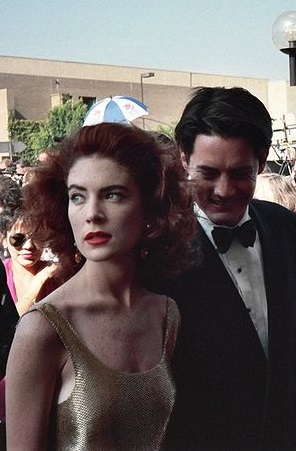
ورود بویل و کایل مک‌لاکلن به چهل و سومین دوره جوایز امی ساعات پربیننده در اوت ۱۹۹۱

در سال ۱۹۸۶، بویل نقش کوچکی در فیلم کمدی نوجوان جان هیوز به نام مرخصی فریس بولر، که برای او کارت SAG به ارمغان آورد، اگرچه صحنه‌های او از قسمت نهایی فیلم حذف شدند. بویل پس از آن در نقش مکمل جکی برادفورد در مینی سریال تلویزیونی آمریکا (۱۹۸۷) بازی کرد و به دنبال آن در قسمت‌هایی از سریال جک و مایک (۱۹۸۷) و سیبل (۱۹۸۷) به عنوان مهمان حضور پیدا کرد.
پس از یک رشته نقش مکمل، بویل نقش اصلی را در فیلم ترسناک ارواح خبیثه ۳ (۱۹۸۸) دریافت کرد که توسط مترو گلدوین مایر توزیع شد. اگرچه او برای نقش جینی دانبری در فیلم درام انجمن شاعران مرده (۱۹۸۹) اثر پیتر ویر انتخاب شد، اما صحنه‌های او در نهایت از قسمت نهایی حذف شدند.
بویل در سال ۱۹۸۹ در نقش دانا هیوارد در مجموعه تلویزیونی کالت توئین پیکس (۱۹۹۰–۱۹۹۱) از دیوید لینچ ظاهر شد و به شهرت بین‌المللی دست یافت. این سریال روی قتل لارا پالمر در یک دبیرستان متمرکز بود که بویل بهترین دوست لارا را به تصویر می‌کشید. خط داستانی اصلی او بر تلاش او برای حل معمای کشته شدن لارا متمرکز بود.
این سریال در ۸ آوریل ۱۹۹۰ در شبکه ای‌بی‌سی پخش شد و متعاقباً تبدیل به یکی از بهترین سریال‌های سال ۱۹۹۰ شد، اما کاهش رتبه‌بندی در نهایت منجر به لغو آن پس از فصل دوم آن در سال ۱۹۹۱ شد. بویل در تمام ۳۰ قسمت ظاهر شد.
در اکتبر ۱۹۹۰، بویل در حالی که توئین پیکس را تبلیغ می‌کرد، روی جلد مجله رولینگ استون همراه با همبازی‌هایش میدشن ایمیک و شریلین فن قرار گرفت. بویل هنگام بازی در توئین پیکس، سارا را در فیلم اکشن تازه‌وارد (۱۹۹۰) از کلینت ایستوود، روزاریتا در فیلم کمدی طنز تاریک از پشت از آدام ریفکین (۱۹۹۱)، مارا موتس در فیلم جنایی بزهکاران (۱۹۹۱) از مایکل کاربلنیکف و ساندرا گلادستون را در فیلم عاشقانه چشم طوفان (۱۹۹۱) به تصویر کشید.

### ۱۹۹۲–۲۰۰۳: غرب رد راک و موفقیت اولیه
مدت کوتاهی پس از لغو توئین پیکس، برنامه‌هایی برای اقتباس از فیلم بلند در حال انجام بود. لینچ از بویل خواسته بود که نقش خود را در نقش دانا هیوارد در فیلم ترسناک روان‌شناختی توئین پیکس: با من بر آتش برو (۱۹۹۲) بازی کند، اما به دلیل تضاد برنامه‌ریزی با نقش‌هایش در دیگر فیلم‌ها از جمله جایی که روز شما را می‌برد (در کنار کایل مک لاکلان، همبازی‌اش از توئین پیکس)، دنیای وین و اعتدالین قادر به اجرای پروژه نشد. این باعث شد که بازیگر مویرا کلی جایگزین او شود. در سال ۱۹۹۳، بویل در نقش کریس بولین در فیلم هیجان انگیز تمپ بازی کرد و سوزان براون وسوسه‌گر را در فیلم نئو نوآر غرب رد راک در کنار نیکلاس کیج و دنیس هاپر به تصویر کشید.
در سال ۱۹۹۴، بویل برای بازی در نقش الکس در فیلم کمدی آمیزش جنسی سه‌نفره، لارین کاتول در روز گردش بچه و ایدا مونتز در جاده‌ای به ولویل شد. در همان سال، بویل در فیلم‌های تلویزیونی زمان گذشته و یعقوب ظاهر شد. او در سال ۱۹۹۵ در نقش پت وارد در فیلم معمایی جامعه کافه انتخاب شد. در سال ۱۹۹۷، او نقش ماریان بایرون را در فیلم شفق بازی کرد. بویل برای نقش اصلی در فیلم الی مک‌بل اثر دیوید ای کلی تست داد. اگر چه او در مقابل کالیستا فلوکهارت شکست خورد، اما بویل آنقدر کلی را تحت تأثیر قرار داد تا نقش هلن گمبل، دستیار دادستان ناحیه‌ای را در سریال دیگرش در سال ۱۹۹۷، تمرین، ایفا کند. بویل سال بعد هلن جردن را در فیلم جنجالی کمدی-درام شادی از تاد سولوندز به تصویر کشید.
او تا سال ۲۰۰۳ در تمرین بازی کرد، زمانی که در تلاشی دراماتیک برای بازسازی سریال و کاهش هزینه‌ها، همراه با اکثر بازیگران از کار اخراج شد. او برای بازی در نقش هلن گمبل، نامزدی جایزهٔ امی و همچنین چندین نامزدی بازیگران گروه انجمن بازیگران سینما را دریافت کرد. بویل همچنین در نقش هلن گمبل در یکی از اپیزودهای الی مک‌بل حضور متقاطع داشت و در فصل آخر آن به عنوان یک مهمان ذکرنشده در همان برنامه حضور داشت.
بویل در سال ۲۰۰۲ در فیلم پرفروش مردان سیاه‌پوش ۲ در نقش سرلینا، یک بیگانه شرور که تغییر شکل می‌دهد، بازی کرد. او همچنین در یکی از آخرین اپیزودهای الی مک‌بل، این بار در نقش تالی کاپ، مهمان بود و در چندین قسمت از هاف نقشی تکرارشونده داشت.

### ۲۰۰۴–اکنون: بازگشت به تلویزیون و فیلم‌های مستقل

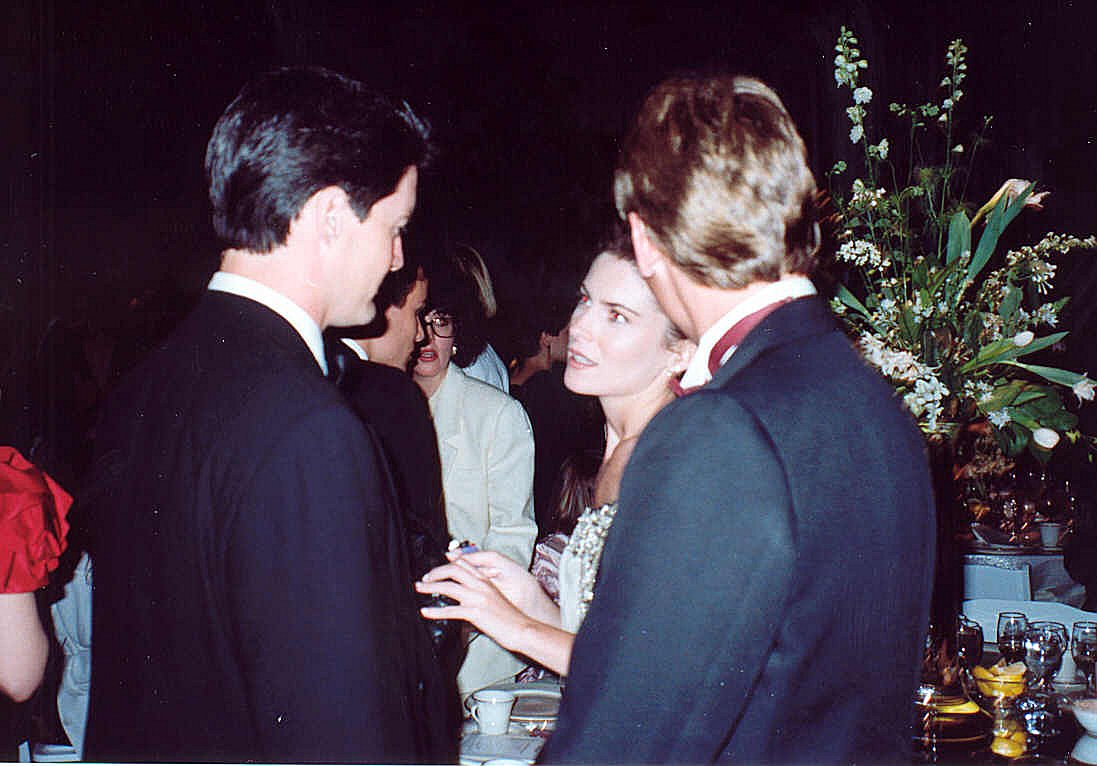
بویل و کایل مک‌لاکلن در جوایز امی ۱۹۹۰

در سال ۲۰۰۵، بویل برای بازی هفت قسمتی در نقش مونیکا مانکوسو به گروه بازیگران لاس وگاس پیوست. او نقش باربارا آمیل را در فیلم تلویزیونی طیف‌های سیاه، دربارهٔ آمیل و همسرش لرد بلک بازی کرد. بویل همچنین به عنوان یک خبرنگار در قسمت «تسلیم» در نظم و قانون ۲۰۰۸ مهمان بود.
در سال ۲۰۰۹، بویل نقش مری را در فیلم کودک در ماشین است بازی کرد. در همان سال، بویل در نقش بتی مک‌بین در فیلم مستقل زندگی در کراک‌تاون داغ است انتخاب شد. در سال ۲۰۱۰، او در نقش کتی در شکار کوگار بازی کرد. در سال ۲۰۱۳، بویل نقش جادوگر اگنس را در فیلم کمدی ترسناک هانسل و گرتل پخته می‌شوند بازی کرد و در سال ۲۰۱۵ در نقش خانم دانلی در فیلم سگ خوش شانس ظاهر شد.
در سال ۲۰۲۰، پس از پنج سال وقفه، او به بازیگری بازگشت تا در نقش گریس در فیلم مرگ در تگزاس در کنار استیون لانگ بازی کند.

## زندگی شخصی
بویل از سال ۱۹۹۰ تا ۱۹۹۲ با کایل مک‌لاکلن، همبازی توئین پیکس در ارتباط بود. بویل دو بار ازدواج کرده‌است. اولین شوهر او جان پاتریک دی سوم بود که در ۱۱ اوت ۱۹۹۶ با او ازدواج کرد و دو سال بعد طلاق گرفت. بویل با دیوید اسپید ملاقات می‌کرد و بعداً رابطه‌ای با جک نیکلسون داشت، که پس از اینکه او از بویل جلوی اسپید در حالی که آنها در حال کشیدن ماری جوانا بودند درخواست کرد. بعداً اسپید از تصاویر پاپاراتزی مبنی بر اینکه نیکلسون و بویل هر دو در یک تصادف اتومبیل بودند، متوجه شد که آنها با هم قرار دارند. این زوج عشق خود در جوایز امی ۱۹۹۹ عمومی اعلام کردند و طبق گزارشات تا پایان سال ۲۰۰۰ با هم ماندند. همسر دوم و فعلی او دونالد ری توماس دوم، سرمایه‌گذار املاک و مستغلات است که در ۱۸ دسامبر ۲۰۰۶ در سن آنتونیو، تگزاس با او ازدواج کرد.

## فیلم‌شناسی

### فیلم
| سال  | عنوان                            | نقش                      | یادداشت‌ها                                    |
| ---- | -------------------------------- | ------------------------ | -------------------------------------------- |
| ۱۹۸۶ | مرخصی فریس بولر                  | هدر                      | (صحنه‌ها حذف شدند)                            |
| ۱۹۸۸ | ارواح خبیثه ۳                    | دانا گاردنر              |                                              |
| ۱۹۸۹ | چگونه وارد کالج شدم              | جسیکا کایلو              |                                              |
| ۱۹۸۹ | انجمن شاعران مرده                | جینی دانبری              | (صحنه‌ها حذف شدند)                            |
| ۱۹۹۰ | تازه‌وارد                         | سارا آکرمن               |                                              |
| ۱۹۹۱ | عقب‌مانده تاریک                   | روزاریتا                 |                                              |
| ۱۹۹۱ | بزهکاران                         | مارا موتس                |                                              |
| ۱۹۹۱ | چشم طوفان                        | ساندرا گلادستون          |                                              |
| ۱۹۹۲ | جایی که روز شما را می‌برد         | هدر                      |                                              |
| ۱۹۹۲ | جهان وین                         | استیسی                   |                                              |
| ۱۹۹۲ | اعتدالین                         | بورلی فرانک              | نامزد—جایزه ایندیپندنت اسپیریت               |
| ۱۹۹۳ | دما                              | کریس بولین               |                                              |
| ۱۹۹۳ | غرب رد راک                       | آن مک کورد / سوزان براون |                                              |
| ۱۹۹۴ | آمیزش جنسی سه‌نفره                | الکس                     |                                              |
| ۱۹۹۴ | روز گردش بچه                     | لارین کاتول              |                                              |
| ۱۹۹۴ | جاده‌ای به ولویل                  | آیدا مونتز               |                                              |
| ۱۹۹۵ | کافه جامعه                       | پت وارد                  |                                              |
| ۱۹۹۶ | فشار بزرگ                        | تانیا مالهیل             | [ الف ]                                      |
| ۱۹۹۷ | کشاورز و چیس                     | هیلاری                   | [ ب ]                                        |
| ۱۹۹۷ | گوشت سرخ                         | روت                      |                                              |
| ۱۹۹۷ | شفق                              | ماریان بایرون            |                                              |
| ۱۹۹۷ | مرد کن                           | خودش                     |                                              |
| ۱۹۹۸ | شادی                             | هلن جردن                 |                                              |
| ۱۹۹۸ | نقشه سوزان                       | بتی جانسون               |                                              |
| ۲۰۰۰ | زنجیره احمق‌ها                    | کارن                     |                                              |
| ۲۰۰۱ | حالا که حرف سکس پیش آمد          | امیلی پیج                |                                              |
| ۲۰۰۲ | مردان سیاه‌پوش ۲                  | سرلینا                   | نامزد—جایزه تمشک طلایی بدترین بازیگر مکمل زن |
| ۲۰۰۶ | سرزمین نابینایان                 | بانوی اول                |                                              |
| ۲۰۰۶ | Fwiends.com                      | دختر یوپی                | فیلم کوتاه                                   |
| ۲۰۰۷ | رؤیا داشته باشید، سفر خواهید کرد | مادر بن                  | [ پ ]                                        |
| ۲۰۰۹ | کودک حمل می‌شود                   | مری رادکلیف              |                                              |
| ۲۰۰۹ | زندگی در کراک‌تاون داغ است        | بتی مک بین               |                                              |
| ۲۰۱۰ | شکار گربه                        | کتی                      | [ ت ]                                        |
| ۲۰۱۳ | هانسل و گرتل پخته می‌شوند         | جادوگر اگنس              | همچنین تهیه‌کننده وابسته                      |
| ۲۰۱۵ | سگ خوش‌شانس                       | خانم دانلی               | [ ث ]                                        |
| ۲۰۲۰ | مرگ در تگزاس                     | گریس                     |                                              |

### تلویزیون
| سال       | عنوان              | نقش                           | یادداشت |
| --------- | ------------------ | ----------------------------- | --- |
| ۱۹۸۷      | جک و مایک          | لزلی                          | قسمت: «کیفیت رحمت» |
| ۱۹۸۷      | آمریکا             | جکی برادفورد                  | ۵ قسمت |
| ۱۹۸۷      | سابل               | ملانی واترستون                | قسمت: «اسلحه اسباب‌بازی» |
| ۱۹۸۹      | وحشت در بزرگراه ۹۱ | لورا تاگارت                   | تله‌فیلم |
| ۱۹۸۹      | قتل پرپی           | جنیفر لوین                    | فیلم تلویزیونی |
| ۱۹۹۰–۱۹۹۱ | قله‌های دوقلو       | دونا هیوارد                   | ۳۰ قسمت |
| ۱۹۹۱      | اتاق پنهان         | نیکول                         | قسمت: «تکه‌های حریم خصوصی» |
| ۱۹۹۱      | مه شراب            | کامی                          | فیلم تلویزیونی |
| ۱۹۹۴      | زمان گذشته         | باس محافظه کار / سابرینا جیمز | فیلم تلویزیونی |
| ۱۹۹۴      | یعقوب              | راشل                          | فیلم تلویزیونی |
| ۱۹۹۵      | افسانه             | ترزا دانلیوی                  | قسمت: «اسکلت‌ها در کمد» |
| ۱۹۹۷–۲۰۰۳ | تمرین              | هلن گمبل                      | ۱۱۶ قسمت نامزد جایزه امی ساعات پربیننده برای بهترین بازیگر نقش مکمل زن در مجموعه تلویزیونی درام نامزد جایزه انجمن بازیگران فیلم برای بهترین اجرای گروه بازیگران در مجموعه درام (۱۹۹۹–۲۰۰۱) |
| ۱۹۹۸      | الی مک بیل         | هلن گمبل                      | قسمت: «روشن کردن ارواح» |
| ۱۹۹۸      | از وقتی شما رفتی   | گریس ویلیامز                  | فیلم تلویزیونی |
| ۲۰۰۲      | الی مک بیل         | تالی کاپ                      | قسمت: «تام دولی» |
| ۲۰۰۴–۲۰۰۵ | هاف                | ملودی کواتار                  | ۵ قسمت |
| ۲۰۰۵–۲۰۰۶ | لاس وگاس           | مونیکا مانکوزو                | ۸ قسمت |
| ۲۰۰۶      | خانه همسایه        | سرهنگ کندی                    | فیلم تلویزیونی |
| ۲۰۰۶      | طیف‌های سیاه        | باربارا آمیل                  | فیلم تلویزیونی |
| ۲۰۰۸      | قانون و نظم        | سپیده تالی                    | قسمت: «تسلیم» |